# Hôtel de la Caisse d'épargne de Morez
L'hôtel de la Caisse d'épargne est un bâtiment du début du XXe siècle situé à Hauts de Bienne, en France. Il a autrefois accueilli un établissement bancaire, pour lequel il a été construit. Il est recensé à l'Inventaire général du patrimoine culturel.

## Situation et accès
L'édifice est situé au no 122 de la rue de la République, dans la commune déléguée de Morez et la commune nouvelle de Hauts de Bienne, et plus largement au sud-est du département du Jura.

## Histoire

### Fondation et extension
L'édifice est élevé entre 1901 et 1902 (comme l'indiquent les dates inscrites sur la façade), selon les plans de l'architecte Chaumis. Les bâtiments sont agrandis du côté de la rue Merlin vers 1977-1978.

### Fermeture de l'agence
La mise aux normes d'accessibilité, la difficulté de rénover ce bâtiment, son trop grand espace (seulement un seul des trois niveaux exploité) ainsi que la volonté de moderniser conduisent le groupe Caisse d'épargne à déménager l'agence. Après trois jours de fermeture pour déménagement, elle quitte définitivement ces locaux historiques le 19 novembre 2014 et s'installe au no 144 de la même rue, dans l'ancienne papeterie, soit à environ 150 mètres plus loin. Cet ancien hôtel de la Caisse d'épargne est donc mis en vente.

## Statut patrimonial et juridique
Le bâtiment fait l'objet d'un recensement dans l'Inventaire général du patrimoine culturel, en tant que propriété privée. L'enquête ou le dernier récolement est effectué en 1999,.